# ニューサウスウェールズ警察本部銃殺事件
ニューサウスウェールズ警察本部銃殺事件（ニューサウスウェールズけいさつほんぶじゅうさつじけん）とは、2015年10月2日にニューサウスウェールズ州パラマタのニューサウスウェールズ警察本部前で警察職員がイラン出身のクルド人の少年に射殺されたテロ事件。

2015年10月2日、パラマタのモスクへ参拝したイラン出身のオーストラリアに帰化したクルド人のスンニ派の少年（15歳）が自宅への帰途の途中のチャールズ通りのニューサウスウェールズ州警察本部に差し掛かった。16時30分、少年はニューサウスウェールズ警察本部前で警察職員1名を射殺した。犯人は犯行時に「アラー」と叫んでいた。事件を受けて警察本部から駆け付けた警察官によって犯人は射殺された。犯人の射殺にいたるまではカメラによって記録された。
10月3日、マルコム・ターンブル首相はテロ行為との見方を表明した。ニューサウスウェールズ州警察も政治的な意図をもったテロであると表明した。
事件後、ノースパラマタ（英語版）にある犯人の家屋、パソコンなどを捜査するとともに犯人が手にしていたリボルバーの所有者などについて調べを行っている。
警察はテロに関係したとして、オーストラリア国内でのテロを呼びかけているシリアでISIL少尉として活動する最古参オーストラリア人と連絡を取り合う組織の若者を2名を摘発している。また、オーストラリア国内におけるイスラムテロ容疑者で最も若いものは12歳であることも発表している。